# Tim Story
Timothy Kevin "Tim" Story (n. 13 martie 1970, în Los Angeles, California) este un regizor, producător de film și scenarist american. El este fondatorul ”The Story Company”, o companie de producții de divertisment pe care a inițiat-o cu soția sa în 1996.

## Filmografie
- Ride Along 2 (2016)
- Think Like a Man Too (2014)
- Ride Along (2014)
- Think Like a Man (2012)
- Hurricane Season (2010)
- First Sunday (2008) Producer
- Fantastic Four: Rise of the Silver Surfer (2007)
- Fantastic Four (2005)
- Taxi (2004)
- Barbershop (2002)
- The Firing Squad (1997)

## Clipuri video
- "I Do" by Jon B. (1998)
- "Cool Relax" by Jon B. (1998)
- "Sweet Lady" by Tyrese (1998)
- "R U Still Down For Me" by Jon B. feat. 2Pac (1998)
- "Cheers 2 U" by Playa (1998)
- "He Can't Love You" by Jagged Edge (1999)
- "Get Gone" by Ideal (1999)
- "Creep Inn" by Ideal (1999)
- "I Drive Myself Crazy" by 'N Sync (1999)
- "Tell Me It's Real" by K-Ci & JoJo (1999)
- "Lately" by Tyrese (1999)
- "My First Love" by Avant feat. Keke Wyatt (2000)
- "Ryde Or Die Chick" by The LOX feat. Eve and Timbaland (2000)
- "Mr. Too Damn Good" by Gerald Levert (2000)
- "Wild Out" by The LOX (2000)
- "Let's Get Married" by Jagged Edge (2000)
- "Why You Wanna Keep Me From My Baby" by Guy (2000)
- "Brown Skin" by India.Arie (2001)